# Battle Cry Records
La Battle Cry Records è una casa discografica tedesca situata nelle vicinanze di Stoccarda, formata dopo la rottura dell'etichetta Iron Glory Records.
Andi Preisig il proprietario decide di ristampare vecchi classici underground dell'Heavy metal, producendo però anche nuove band caratterizzate da una forte influenza della musica metal anni ottanta. 
Le band con cui la Battle Cry Records lavora sono: Manilla Road, Gunfire italia, Insane, Stormwitch, Battle Bratt, Solitarie, Powersurge, Arctic flame, SDI, Darkness.